# Herakleopolis Magna
Herakleopolis Magna (altägyptisch Nen-nesu, Neni-nesu, Ninsu) ist der lateinische Name der altägyptischen Stadt Neni-nesu, die im südlichen Fayum in Ägypten in der Nähe des heutigen Ehnasya el-Medina lag, 15 Kilometer westlich von Beni Suef. Die Bezeichnung Herakleopolis leitet sich vom griechischen Gott Herakles ab, der mit seinem altägyptischen Pendant Herischef gleichgesetzt wurde.
Die Stadt war im Alten Ägypten die Hauptstadt des 20. oberägyptischen Gaues (vorderer Baumgau, auch Oleanderbaumgau oder Naret-Baumgau genannt). Die Könige der 9. und 10. Dynastie residierten in Herakleopolis, bis die Stadt von Mentuhotep II. erobert wurde.

## Erforschung
Koordinaten: 29° 5′ N, 30° 56′ O
Edouard Naville hat von 1891 bis 1892 und Flinders Petrie im Jahre 1904 in Herakleopolis gegraben. In den 60er und 70er Jahren sowie seit 1984 forschte eine spanische Expedition in Herakleopolis. Die archäologische Stätte ist heute in einem sehr schlechten Zustand und durch Grundwasser gefährdet.

## Mythologische Verbindungen
Der altägyptische Ortsname bezieht sich auf Herischef (griechisch Hesif) als Hauptgottheit des Ortes; zu seinem Hauptnamen „Der auf seinem See ist“ führte er das Epitheton „König der beiden Länder und Herrscher der Ufer, der das Königtum am Uranfang begonnen hat“. Herischef trat in diesem Zusammenhang unter anderem als Kind in der Erscheinungsform des Re-Harachte auf. In der demotischen Chronik wird Neni-nesu als Ort des neuen Königs beschrieben, den Herischef auswählt und ernennt.
So ist beispielsweise im zweiten Säulensaal des Tempels von Edfu in einer Ritualszene die durch Herischef vorgenommene göttliche Inthronisation dargestellt, in der Ptolemaios IV. von Herischef die Atef-Krone erhält. In ptolemäischen Texten aus Dendera und Edfu wird außerdem berichtet, dass in der Umgebung von Herakleopolis Magna eine Schlacht zwischen Horus und Seth stattfand.

## Der Tempel

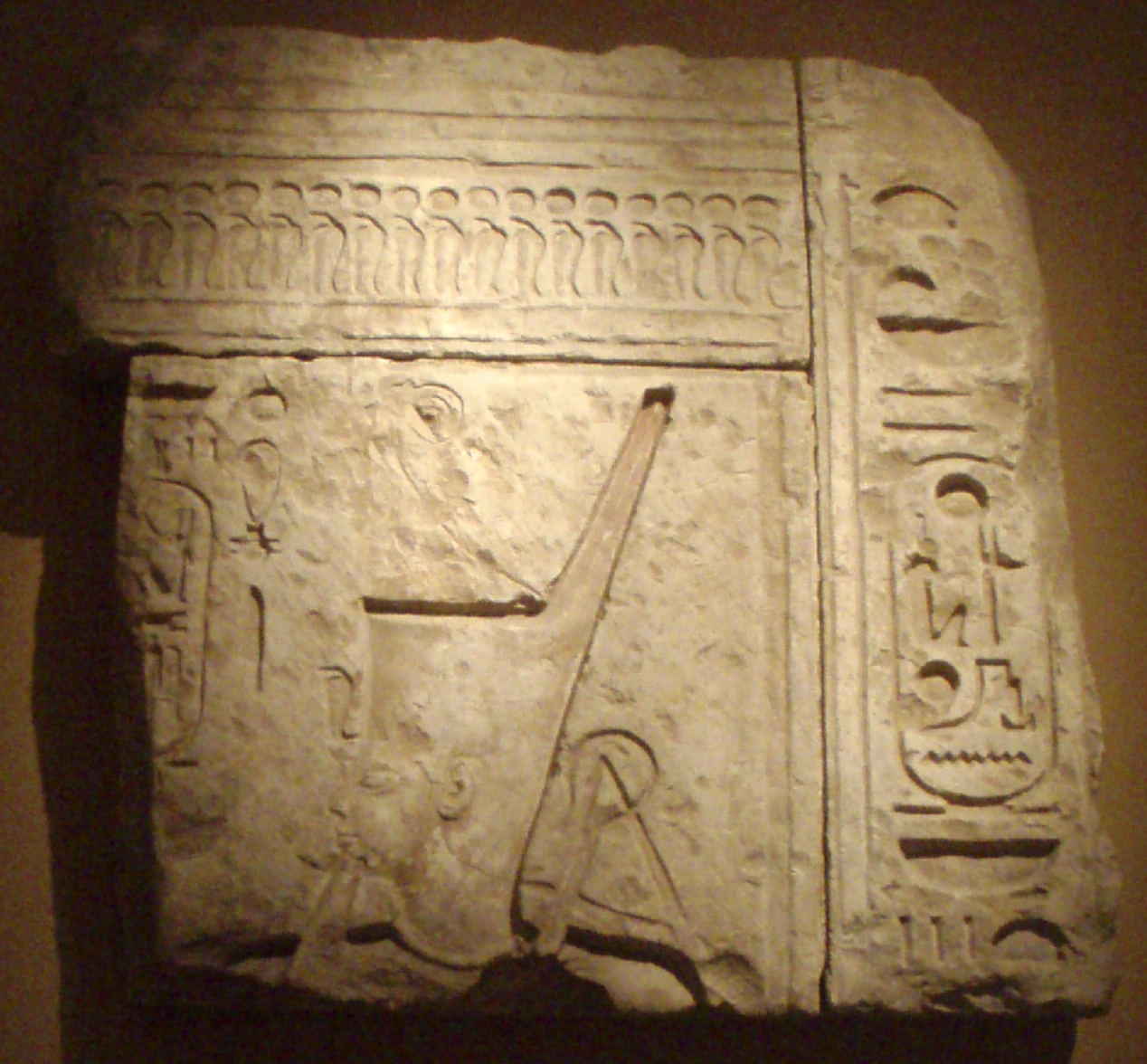
Ramses II. mit der unterägyptischen Krone
(gefunden in Herakleopolis Magna)

Das Heiligtum des Herischef, das an einem See lag, ließen Amenemhet I. und Sesostris I. (12. Dynastie) errichten. Der See und der Tempel wurden nahe bei Herakleopolis Magna lokalisiert. Im Neuen Reich erfuhr der Tempel vor allem in der 18. Dynastie wesentliche Erweiterungen und Ramses II. ließ den Tempel später von Grund auf renovieren.
Er ließ im Vorhof des Tempels vor jeder Säule der beiden Seitenhallen eine Kolossalstatue seiner selbst aufstellen. Auf den Vorhof folgte eine Rückhalle mit einer Doppelreihe von Palmsäulen. Ein weiterer Säulensaal führte in das Innere des Tempels. Der Tempel des Neuen Reiches wurde in der 23. Dynastie durch einen neuen ersetzt, der in der griechisch-römischen Zeit restauriert wurde.
Fünf Kilometer südlich liegen die freigelegten Grabstätten von Sedment, von denen früher angenommen wurde, dass sie der Friedhof von Herakleopolis wären. Sie werden aber heute Nildörfern in der unmittelbaren Umgebung zugeschrieben, da mittlerweile in Herakleopolis selbst Friedhofsanlagen gefunden wurden.

### Mythologie und Geschichte
- Heinz Felber: Die demotische Chronik. In: Andreas Blasius: Apokalyptik und Ägypten: Eine kritische Analyse der relevanten Texte aus dem griechisch-römischen Ägypten (= Orientalia Lovaniensia analecta. Nr. 107). Peeters, Leuven 2002, ISBN 90-429-1113-1, S. 65–112.
- Friedhelm Hoffmann, Joachim Friedrich Quack: Anthologie der demotischen Literatur (= Einführungen und Quellentexte zur Ägyptologie. Band 4). LIT, Berlin 2007, ISBN 978-3-8258-0762-7.

### Archäologie
- Hans Bonnet: Herakleopolis. In: Lexikon der ägyptischen Religionsgeschichte. Nikol, Hamburg 2000, ISBN 3-937872-08-6, S. 286 f.
- Mohamed Gamal el-Din Mokhtar: Ihnasya el-Medina (Herakleopolis Magna). Its importance and its Role in Pharaonic History (= Bibliothèque d'Étude. Band  40). Kairo 1983.
- Farouk Gomaa: Herakleopolis Magna. In: Wolfgang Helck (Hrsg.): Lexikon der Ägyptologie (LÄ). Band II, Harrassowitz, Wiesbaden 1977, ISBN 3-447-01876-3, Sp. 1124–1127.
- Farouk Gomaa: Heracleopolis. In: Kathryn A. Bard (Hrsg.): Encyclopedia of the Archaeology of Ancient Egypt. Routledge, London 1999, ISBN 0-415-18589-0, S. 368–70.
- Edouard Naville: Ahnas el Medineh (Heracleopolis Magna) (= Memoir of the Egypt Exploration Fund. Band 11), London 1894.
- Josep Padró: Études Historico-archéologiques sur Héracléopolis Magna (= Nova Studia Aegyptiaca. Band 1). Barcelona 1999.
- William Matthew Flinders Petrie: Ehnâsya (= Memoir of the Egypt Exploration Fund. Band 26), London 1914.

### Griechische Urkunden
- James M. S. Cowey, Klaus Maresch (Hrsg.): Urkunden des Politeuma der Juden von Herakleopolis (144/3-133/2 v. Chr.) (P.Polit.Iud.) (= Abhandlungen der Nordrhein-Westfälischen Akademie der Wissenschaften [ANWAdW], Papyrologica Coloniensia. Band XXIX [29]). VS Verlag für Sozialwissenschaften, Wiesbaden 2001, ISBN 3-531-09948-5.
- James M. S. Cowey, Klaus Maresch, Christopher Barnes: Das Archiv des Phrurarchen Dioskurides (154-145 v. Chr.?) (P.Phrur.Diosk.) Papyri aus den Sammlungen von Heidelberg, Köln, München und Wien. (= Abhandlungen der Nordrhein-Westfälischen Akademie der Wissenschaften [ANWAdW], Papyrologica Coloniensia. Band XXX [30]). Schöningh, Paderborn 2003, ISBN 3-506-71486-4.
- Demokritos Kaltsas (Hrsg.): Dokumentarische Papyri des 2. Jahrhunderts vor Christus aus dem Herakleopolites (P. Heid. VIII). Winter, Heidelberg 2001, ISBN 3-8253-1100-7.
- Charikleia Armoni (Hrsg.): Papyri aus dem Archiv des Königlichen Schreibers Dionysios (P. Heid. IX). Winter, Heidelberg 2006, ISBN 3-8253-5165-3.
- Robert A. Kugler: Resolving disputes in second century BCE Herakleopolis: a study in Jewish legal reasoning in Hellenistic Egypt (= Supplements to the Journal for the Study of Judaism. Band 201). Brill, Leiden 2022 / Rezension von Patrick Sänger – Bryn Mawr Classical Review (Volltext online).